# Kanton Saintes-Est
Saintes-Est is een voormalig kanton van het Franse departement Charente-Maritime. Het kanton maakte deel uit van het arrondissement Saintes. Het werd opgeheven bij decreet van 27 februari 2014, met uitwerking op 22 maart 2015.

## Gemeenten
Het kanton Saintes-Est omvatte de volgende gemeenten:
- Chaniers
- La Chapelle-des-Pots
- Colombiers
- Courcoury
- Les Gonds
- La Jard
- Saintes (deels, hoofdplaats)